# Cercion luzonicum
Cercion luzonicum е вид водно конче от семейство Coenagrionidae.

## Разпространение
Видът е разпространен във Филипини.